# L'innocente
L'innocente is een Italiaans-Franse dramafilm uit 1976 onder regie van Luchino Visconti. Het scenario is gebaseerd op de gelijknamige roman uit 1892 van de Italiaanse auteur Gabriele d'Annunzio.

De decadente roman van d'Annunzio werd een stijlvol en melancholiek portret van een zichzelf overleefd hebbende klasse, ietwat ontsierd door melodramatisch spel van Giannini.
— 
Speelfilmencyclopedie

## Verhaal
Graaf Tullio Hermil is een koude, zelfzuchtige man. Hij is getrouwd, maar heeft een stormachtige verhouding met zijn minnares Teresa. Zijn vrouw Giuliana is ervan op de hoogte. Zij ondergaat in stilte de voortdurende affronten, totdat ze op een dag een gevierd schrijver ontmoet en er een affaire mee begint. Zij raakt echter zwanger.

## Rolverdeling
| Acteur              | Personage           |
| ------------------- | ------------------- |
| Giancarlo Giannini  | Tullio Hermil       |
| Laura Antonelli     | Giuliana Hermil     |
| Jennifer O'Neill    | Teresa Raffo        |
| Rina Morelli        | Moeder van Tullio   |
| Massimo Girotti     | Graaf Stefano Egano |
| Didier Haudepin     | Federico Hermil     |
| Marc Porel          | Filippo d'Arborio   |
| Marie Dubois        | Prinses             |
| Roberta Paladini    | Juffrouw Elviretta  |
| Claude Mann         | Prins               |
| Philippe Hersent    |                     |
| Elvira Cortese      |                     |
| Siria Betti         |                     |
| Enzo Musumeci Greco | Schermer            |
| Alessandra Vazzoler |                     |

## Prijzen en nominaties
| Jaar | Prijs              | Categorie    | Genomineerde(n) | Uitslag  |
| ---- | ------------------ | ------------ | --------------- | -------- |
| 1976 | David di Donatello | Beste muziek | Franco Mannino  | Gewonnen |